# ماندز پارک (آریزونا)
ماندز پارک (به انگلیسی: Munds Park) یک منطقهٔ مسکونی در ایالات متحده آمریکا است که در شهرستان کاکانینو، آریزونا واقع شده‌است. ماندز پارک ۵۷٫۷۲ کیلومتر مربع مساحت و ۱۳٬۶۹۴ نفر جمعیت دارد و ۲٬۰۰۹ متر بالاتر از سطح دریا واقع شده‌است.